# アンテーノール
アンテーノール（古希: Ἀντήνωρ, Antēnōr）は、ギリシア神話に登場する人物である。長母音を省略してアンテノルとも表記される。トローイア貴族アイシューエーテースとクレオメーストラーの子。トローイアの長老・相談役の中でも最も賢明な人物の1人。妻はトラーキアのキッセウスの娘テアーノーで、二人の間には大勢の子供が生まれた。アルケロコス、アカマース、グラウコス、ヘリカーオーン、ラーオドコス、コオーン、ポリュボス、アゲーノール、イーピダマース、ラーオダマース、デーモレオーン、エウリュマコス、それとクリーノー）で、息子たちのほとんどはトロイア戦争で死んでしまった。他にも名前のわからない女性との間にもペーダイオスという息子がいたと言われる。トロイア戦争が起こる前、アンテーノールはプリアモス王の顧問だった。アンテーノールはヘレネーをギリシア（夫のメネラーオス）に送り返すよう皆に提言したが、自分がギリシアとは敵対し、平和のためだということは示さなかった。後の伝説では、アンテーノールが敵のためにトローイアの城門を開いた裏切り者だとプリュギアのダレースやクレータのデクテュスに言われる。町が略奪にあった時、門に豹皮で目印をつけたアンテーノールの家だけは略奪を免れたからだった。別のさまざまな伝説では、アンテーノールはトローイアのあった場所に都市を再建したとも、キュレネに定住したとも、パタヴィウム（現パドヴァ）の創設者になったとも言われている。
『神曲』の地獄の下層に位置する裏切り者たちのための「アンテノーラ」は、アンテーノールにちなんで名付けられた。
1977年にソビエト連邦の天文家ニコライ・スチェパーノヴィチ・チェルヌィフにより発見された小惑星「2207 Antenor」はアンテーノールの名前からつけられた。

## 参考資料
- この記事にはアメリカ合衆国内で著作権が消滅した次の百科事典本文を含む: Chisholm, Hugh, ed. (1911). "Antenor". Encyclopædia Britannica (英語). Vol. 2 (11th ed.). Cambridge University Press. pp. 92–93.
- ホラティウス『Epp』i. 2. 9
- ティトゥス・リウィウス、i. 1